# Merri
Merri é uma comuna francesa, situada no departamento da Orne.